# Морион (минерал)
Морио́н (от лат. morrosus — «хмурый, мрачный», иногда — чёрный хрусталь) — чёрный или тёмно-бурый кварц, разновидность раух кварца.

## Физические свойства и применение
Плотность — 2,651 — 2,68 г/см³, показатель преломления — 1,54 — 1,56. При нагревании до 250—300 °C обесцвечивается и становится значительно более прозрачным. Обесцвеченный морион применяется наряду с кварцем в технике. В непрозрачных образцах слегка просвечивают только тонкие осколки или срезы мориона, примерно так же, как это наблюдается в случае обсидианов. Обработанные разности мориона нетрудно спутать с обсидианом, который в отличие от него никогда в природе не встречается в виде кристаллов.
За характерную форму излома и специфический блеск на Урале минерал называли «смоляк» или «цыган».
В ювелирной промышленности для огранки используются только отожжённые морионы, полностью или частично обесцвеченные и приобретшие в процессе отжига винно-жёлтую или золотистую окраску и, таким образом, превратившиеся в цитрины.

## Месторождения
Встречается в виде щёток и друз в гидротермальных жилах, а также в пустотах гранитных пегматитов и грейзенах. Месторождения многочисленны и встречаются на Мадагаскаре, в Казахстане, Украине Канаде, США, Бразилии, России (Урал, Забайкалье, Северный Кавказ, Алдан). Более 10 тонн весили некоторые кристаллы из пегматитов Володарск-Волынского месторождения на Украине, а в Казахстане найден кристалл мориона массой в 70 тонн.

## История
Упоминания встречаются у Плиния под названием «моморион», он же указывает на индийский вариант названия — «прамнион». В России морион стал известен со времени начала уральских разработок, где минерал сопутствует аквамаринам и топазам; известно, что в 1787 году княгиня Екатерина Дашкова, первый директор Российской академии наук, прислала из Екатеринбурга для минералогического кабинета Академии образец чёрного кварца, покрытого мелкими прозрачными кристаллами горного хрусталя.